# Artur Logunov
Artur Logunov (* 16. April 1990 in Buenos Aires, Argentinien) ist ein ukrainischer Schauspieler, Sänger und Tänzer.

## Leben
Logunov wuchs in der Ukraine auf. Er spricht fließend ukrainisch und russisch.
Internationale Bekanntheit erlangte er 2012 mit der argentinischen Disney-Channel-Telenovela Violetta. Darin spielte er in den ersten 80 Episoden die Rolle des Braco.

## Filmografie
- 2012: Violetta (Fernsehserie, 80 Episoden)